# Дін Давид
Дін Давид (івр. דין דוד, нар. 14 березня 1996, Негора) — ізраїльський футболіст, нападник клубу «Маккабі» (Хайфа).
Виступав, зокрема, за клуб «Ашдод», а також національну збірну Ізраїлю.
Чемпіон Ізраїлю.

## Клубна кар'єра
Народився 14 березня 1996 року в місті Негора. Вихованець юнацьких команд футбольних клубів «Хапоель» (Ашкелон) та «Ашдод».
У дорослому футболі дебютував 2013 року виступами за команду «Ашдод», в якій провів вісім сезонів, взявши участь у 162 матчах чемпіонату.  Більшість часу, проведеного у складі «Ашдода», був основним гравцем атакувальної ланки команди.
До складу клубу «Маккабі» (Хайфа) приєднався 2021 року. Станом на 6 червня 2024 року відіграв за хайфську команду 98 матчів в національному чемпіонаті.

## Виступи за збірні
У 2014 році дебютував у складі юнацької збірної Ізраїлю (U-19), загалом на юнацькому рівні взяв участь у 6 іграх.
Протягом 2015–2016 років залучався до складу молодіжної збірної Ізраїлю. На молодіжному рівні зіграв у 8 офіційних матчах, забив 1 гол.
У 2022 році дебютував в офіційних матчах у складі національної збірної Ізраїлю.

## Титули і досягнення
- Чемпіон Ізраїлю (2):

«Маккабі» (Хайфа): 2021-2022, 2022-2023
- Володар Кубка Тото (1):

«Маккабі» (Хайфа): 2021
- Володар Суперкубка Ізраїлю (2):

«Маккабі» (Хайфа): 2021, 2023